# Міщенко Валентин Юхимович
Валенти́н Юхи́мович Мі́щенко (4 грудня 1922, Мар'янівка — 15 січня 1994, Полтава) — диригент, композитор, фольклорист, знавець народної творчості. Заслужений артист України та керівник Заслуженого ансамблю пісні і танцю України «Лтава». Ветеран Другої світової війни.

## Біографія

### Дитинство
Родився Валентин Міщенко 4 грудня 1922 р. у селі Мар'янівка Полтавської області у сім'ї селян. Батько — Юхим Дмитрович Міщенко, мати — Горпина Максимівна Міщенко-Думенко, має молодшого брата Павла. Навчався у Мар'янівській середній школі. Вчився у школі добре, любив історію рідного краю, історичні та біографічні твори. У шкільні роки організовував оркестр з учнів.

### Студентські роки
У 1938 році вступає у Полтавське музичне училище до диригентсько-хорового відділу. Навчання далося Валентину легко через велику зацікавленість у музичному ремеслі. На літніх канікулах організовував оркестр з сільських хлопців та дівчат, де грав сам разом з братом Павлом. Але через початок Другої світової війни був вимушений припинити навчання на 3 курсі.

### Воєнні часи
У 1941 році Валентин Міщенко, бувши у Німецькій окупації, переховувався у двоюрідної тітки, адже боявся, що німці відправлять його у Німеччину остарбайтером (нім. Ostarbeiter). У 1943 році йде до військомату і його відправляють на фронт. Він брав участь у боях на Дністровському та Віслинському плацдармах. Через війну застудив ногу, що далося взнаки у старості.
Вдень була відлига, грязюка, а вночі прихопив мороз, і тому вранці, прокинувшись, я відчув, що моя ліва нога примерзла до землі. З того часу вона почала хворіти.
Після закінчення війни Валентин Міщенко працює солістом в ансамблі Центральної групи військ. Ансамбль давав концерти у Дрездені, Відні, Бухаресті, Празі.
Валентин Міщенко має такі нагороди: «За бойові заслуги», «За перемогу над Німеччиною», «За визволення Праги», «Орден Дружби Народів».

### Післявоєнні часи
В 1947 році демобілізується та повертається додому. Невдовзі відновлює заняття у музичному училищі. В 1949 р. Валентин Міщенко вступає до Київської державної консерваторії ім. П.Чайковського по класу хорове диригування.Закінчивши в 1954 році консерваторію, Валентин Юхимович повертається в Полтаву і працює художнім керівником Полтавської обласної філармонії. Водночас він створює ансамбль пісні і танцю «Лтава», який вже у 1960 році набуває звання Народного, а в 1967 — Заслуженого. В 1973 р. Валентину Міщенку дали звання Заслуженого артиста України.

### Особисте життя
У Полтавському музичному училищі Валентин зустрічає свою майбутню дружину Зінаїду Котунову, через короткий час вони одружуються. Але через певні обставини пара розійшлась. Другою дружиною стала членкиня ансамблю «Веселка» Марія Степанівна Міщенко, з якою він провів усе своє подальше життя.

### Останні дні життя
Помер відомий композитор 15 січня 1994 р. у Полтаві. Причиною смерті стала гангрена лівої ноги, яку він застудив у воєнні часи.

## Список творів
- «Ходила мати»
- «Полтавські галушки»
- «Бригадир наш жениться»
- «Грай, Іване, полечку»
- «Біла береза»
- «Маруся Чураївна»
- «Гарні полтавські дівчата»
- «При камені, при білому»
- «Весела дудочка»
- «Ой розвійся туман яром»
- «Земле моя»
- «Чом схилилась, верба?»
- «Що з тобою, друже?»
- «Шумейкове урочище»